# Nosič funkce
Nosič funkce je taková část jejího definičního oboru, na kterém je daná funkce nenulová. Značí se {\displaystyle \operatorname {supp} f}, {\displaystyle \operatorname {spt} f}, nebo {\displaystyle \operatorname {supt} f}. 

## Definice
Definice nosiče funkce se liší v různých odvětvích matematiky – podstatou je, že jako nosič může být chápana nejen množina bodů, kde je funkce nenulová, ale i doplnění této množiny v rámci struktury na množině definované.

### Množinová definice
Nosičem funkce {\displaystyle \operatorname {supp} f} je {\displaystyle \{x\in {\mathcal {D}}(f):f(x)\neq 0\}}.

### Topologická definice
V topologii, respektive v topologickém prostoru je definice trochu širší: Nosičem funkce {\displaystyle \operatorname {supp} f} nazveme uzávěr množiny {\displaystyle \{x\in {\mathcal {D}}(f):f(x)\neq 0\}}.